# Terri Clark
Terri Clark, geboren als Terri Lynn Sauson (Montreal, 5 augustus 1968), is een Canadees countryzangeres.

## Carrière
Terri Clarks grootouders Ray en Betty Gauthier waren bekende Canadese country-muzikanten, die onder andere shows openden voor Johnny Cash, George Jones en Little Jimmy Dickens. Clarks moeder Linda behoorde tot het folkcircuit en leerde haar op 9-jarige leeftijd het gitaarspel. Na afsluiting van de school vertrok ze in 1987 naar Nashville, waar ze vervolgens voor vijftien dollar per dag werd geëngageerd door Tootsie's Orchid Lounge. Het duurde meerdere jaren, waarin ze zich moeizaam met eenvoudige baantjes en slecht betaalde optredens boven water hield, totdat ze in 1994 bij Mercury Records een platencontract kreeg. Clark werd met cowboyhoed en overeenkomstige kleding in vergelijking tot andere zangeressen in het genre meer traditioneel op de markt gebracht.
Al haar eerste single Better Things To Do bereikte in 1995 de Amerikaanse countryhitlijst (#3). Van haar in hetzelfde jaar uitgebrachte debuutalbum Terri Clark, dat meerdere zelf-gecomponeerde songs bevatte, werden meer dan een miljoen exemplaren verkocht, goed voor de platina-status. Met When Boy Meets Girl en If I Were You werden verdere top 10-singles uitgegeven. Begin 1996 trad ze als eerste Canadese op in de Grand Ole Opry. Ook in haar geboorteland kreeg ze meerdere onderscheidingen. In 1997 werd ze als beste nieuwe artieste en in 2001 als beste countryzangeres onderscheiden met de Juno Award.
De beide opvolgende albums Just The Same (1996) en How I Feel (1998) verkochten net zo goed als hun voorganger. Zowel in de Verenigde Staten als ook in Canada werden ze onderscheiden met platina. Clark had zich daarmee definitief gevestigd in het circuit. Er volgden talrijke hits in de countryhitlijst, zoals Now That I Found You (1998, #2), You're Easy on the Eyes (1998, #1), I Just Wanna Be Mad (2002, #2), I Wanna Do It All (2003, #3) en ten slotte haar top 10-succes Girls Lie Too (2004, #1). Ofschoon haar albums zich ook verder hoog konden plaatsen in de hitlijsten, verminderden de verkoopcijfers en enkel de compilatie Greatest Hits 1994-2004 kon nog worden onderscheiden met goud. Het album Life Goes On (2005) had vanaf het begin een moeilijke status. De singles daaruit plaatsten zich slechts matig, aan de eerdere single The World Needs a Drink werd eerst helemaal geen aandacht besteed voor de uiteindelijke cd-publicatie. Ook het nummer werd op korte termijn gewijzigd. Honky Tonk Songs kon men eerder in enkele persberichten lezen. Na deze moeilijkheden verliet Clark Mercury Records, die vervolgens twee werkshows van de artieste uitbracht.
In 2007 tekende ze een contract bij BNA Records. De singles Dirty Girl en In My Next Life werden grote successen in Canada, maar waren in de Verenigde Staten slechts middelmatige hits. Dit had tot gevolg, dat het geplande album My Next Life meermaals werd uitgesteld en uiteindelijk niet werd uitgebracht. Het contract bij BNA Records eindigde eind 2008 voortijdig. Het volgende live-album Terri Clark Live: Road Rage (2009) werd alleen uitgebracht op het internet. Met The Long Way Home volgde kort daarop ook een nieuw studiowerk. Daarmee had ze haar debuut bij een independent-label. Tijdens interviews verklaarde ze bovendien, dat ze zich in de toekomst op de eerste plaats op de carrière in haar geboorteland en eventueel ook overzee zou concentreren. In Canada behoort ze nog steeds tot de populairste country-zangeressen.
Ze is momenteel de enige Canadese die in 2004 als lid in de Grand Ole Opry werd opgenomen.

## Discografie

### Albums
Mercury Records
- 1995:	Terri Clark
- 1996:	Just the same
- 1998:	How I feel
- 2000:	Fearless
- 2003:	Pain to kill
- 2004:	Greatest Hits 1994–2004
- 2005:	Life goes on (Honky Tonk Songs)
- 2006:	20th Century Masters – The Best Of Terri Clark – The Millennium Collection

Baretrack
- 2001:	Terri Clark Live: Road Rage
- 2009:	The Long Way Home

Harmonia Mundi
- 2011:	Roots and Wings

Humphead Records
- 2013:	Classic
- 2018:	Raising the Bar

- Bibsys: 9036405
- Bibliothèque nationale de France: cb14006041r (data)
- Gemeinsame Normdatei: 135374480
- International Standard Name Identifier: 0000 0001 1467 1540
- Library of Congress Control Number: no97045851
- MusicBrainz: 58597daa-83ea-4eec-af60-f8437dfdf0e6
- Nationale Bibliotheek van Tsjechië: xx0061877
- Virtual International Authority File: 7585152
- WorldCat: E39PBJf4bDbVWk8VdyKfCbQ8YP